# Silvio Napoli
Silvio Napoli (* 17. Juli 1902 in Villa San Giovanni; † 14. Oktober 1961 in Rom) war ein italienischer General. Von 1958 bis 1961 war er Generalstabschef der italienischen Luftwaffe.

## Werdegang
Napoli absolvierte zunächst eine Ausbildung zum Artillerieoffizier, danach eine zum Wasserflugzeugpiloten, die er im Juni 1926 abschloss. 1928 trat er offiziell vom Heer in die Luftwaffe über. Bis 1933 diente er unter anderem an der Seefernfliegerschule in Orbetello, von wo aus er an den Langstreckenflügen Italo Balbos teilnahm. Als Major kommandierte er von 1933 bis 1936 eine fliegende Gruppe des 15º Stormo. Nach einer Verwendung in Libyen übernahm er als Oberst das 15. Geschwader, das er im Zweiten Weltkrieg führte.
Napoli wurde 1947 reaktiviert. In Rom übernahm er im Generalstab der Luftwaffe die Leitung verschiedener Organisationseinheiten. Im Februar 1955 wurde er Kabinettschef des Verteidigungsministers Paolo Emilio Taviani. Vom 1. Februar 1958 bis zum 1. September 1961 stand er als Generalstabschef an der Spitze der Aeronautica Militare.

## Ehrungen
- Silberne Tapferkeitsmedaille
- 1955: Großoffizier des Verdienstordens der Italienischen Republik[1]
- 1958: Großes Verdienstkreuz mit Stern der Bundesrepublik Deutschland